# Gyldendals Blå Ordbøger
Gyldendals blå ordbøger var en serie ordbøger i noget mindre format end den kendte serie Gyldendals Røde Ordbøger.
- E. Høegh Nielsen: Engelsk-dansk ordbog

1. udgave, 1. oplag, 1963
2. udgave, 1. oplag, 1972 ISBN 87-00-76151-6
3. udgave, 1. oplag, 1979 ISBN 87-01-95151-3
3. udgave, 3. oplag, 1987
- Evald Munck: Dansk-engelsk ordbog

1. udgave, 1. oplag, 1963
2. udgave, 1. oplag, 1972 ISBN 87-00-84341-5
3. udgave, 1. oplag, 1979 ISBN 87-01-80882-6
4. udgave ved E. Høegh Nielsen, 1983 ISBN 87-00-73994-4
4. udgave, 4. oplag, 1996
- Egon Bork: Tysk-dansk ordbog

1. udgave, 1. oplag, 1962
1. udgave, 3. oplag, 197? ISBN 87-00-90531-3
2. udgave, 1. oplag, 1976 ISBN 87-01-44941-9
3. udgave, 1. oplag, 1980 ISBN 87-01-92671-3
3. udgave, 3. oplag, 1987
- Børge Dissing: Dansk-tysk ordbog

1. udgave, 1. oplag, 1978 ISBN 87-01-58901-6
2. udgave, 1. oplag, 1981 ISBN 87-00-64712-8
2. udgave, 2. oplag, 1987

Gyldendal har anvendt den blå farve til andre ordbøger; herunder en mindre serie særudgaver til Dansk Supermarked; disse har ikke nogen serietitel og bygger på De Stribede Ordbøger Large.